# Capricer med OD, del 1
Capricer med OD, del 1 är ett samlingsalbum från 1999 med sånger från Orphei Drängars capricer mellan 1964 och 1969. Dirigent är Eric Ericson och som gäster medverkar Monica Zetterlund, Alice Babs, Jan Johansson, Georg Riedel, Sven-Bertil Taube, Sten Broman, Kvintetten Olsson, Sonya Hedenbratt med flera.

## Innehåll
1. "Ja, jag kommer" / "Hör I Orphei Drängar" (Musik: Otto Lindblad – text: Herman Sätherberg / Carl Michael Bellman) – 1:38
2. "Skärgårdsfrun" (Evert Taube) – 2:22
  - Sven-Bertil Taube — sång
3. "Kondenserade visor" (Musik: Sten-Gunnar Hellström – text: Mosebacke Monarki) – 1:57
  - Sten-Gunnar Hellström — sång
4. "Till Österland" (Musik: Trad. – text: Kurt-Åke Frisk) – 3:05
5. "Det stod en lind" (Trad.) – 2:46
6. "Tal" – 2:43
  - Sten Broman — tal
7. "Dolly" (Musik: Sten Broman – text: Falstaff, fakir) – 3:05
8. "Serenad en ovanligt kall mars samma lördag som det blev omslag i vädret" (Erik Mattias Yrgård) – 2:57
  - Erik Mattias Yrgård — sång
9. "I bröllopsgården" (August Söderman) – 2:58
10. "Bandura" (Trad.) – 4:33
  - Jan Johansson — piano
  - Georg Riedel — bas
11. "Embraceable You" (Musik: George Gershwin – svensk text: Björn Barlach) – 3:19
  - Sonya Hedenbratt — sång
12. "Domaredansen" (Musik: Trad. – text: Anders Linder) – 4:42
  - Anders Linder — sång
13. "M'appari" (Friedrich von Flotow) – 3:06
  - Staffan Hjorth — sång
  - Sture Lundén — piano
14. "Beatlespassion" (Beatles) – 8:37
  - Dorothy Irving — sång
  - Bengt Rundgren — sång
15. "Eko-visa" (Orlando di Lasso – text & bearbetning: Kurt-Åke Frisk) – 2:22
  - Kammarkören
  - Orphei Drängar
16. "Man is for the Woman Made" (Henry Purcell) – 1:22
  - Christer Bladin — sång
  - Adam Taube — gitarr
17. "Dåne liksom åskan, systrar" / "Plocka vill jag skogsviol" (Musik: Joseph Hartmann Stuntz – text: Johan Jolin / Musik: Trad. – text: Alexander Slotte) – 2:11
  - Kammarkörens damer 
  - Orphei Drängar
18. "Come Sunday" (Duke Ellington) – 2:57
  - Alice Babs — sång
  - Åke Levén — piano
19. "Extranummer" – 3:08
  - Alice Babs — sång, piano
20. "Madrigal" (Musik: Adam de la Halle; text: Carl Schreiber – översättning: Einar Ralf) – 2:59
  - Kammarkörens damer 
  - Orphei Drängar
21. "Gröna små äpplen" (Bobby Russell – svensk text: Stig Andersson) – 4:11
  - Monica Zetterlund — sång
  - Aldo Romano — trummor
22. "Slut – Godnatt" (Gunnar Wennerberg) – 1:52

Total tid: 74:03

## Arrangemang
- Hugo Alfvén – (1b)
- Lars Gustaf Hedin – (4)
- Kurt-Åke Frisk – (4, 5, 14)
- Jan Johansson – (10)
- Otto Olsson – (12)
- Robert Sund – (21)

## Capricer
- 1964 års Caprice – (2)
- 1965 års Caprice – (3, 4, 5, 6)
- 1966 års Caprice – (8, 9, 10, 11)
- 1967 års Caprice – (12, 13, 14)
- 1968 års Caprice – (15, 16, 17, 18, 19, 20)
- 1969 års Caprice – (21, 22)

## Medverkande
- Orphei Drängar
- Eric Ericson — dirigent
  - Sven-Bertil Taube — sång (2)
  - Sten-Gunnar Hellström — sång (3)
  - Sten Broman — tal (6)
  - Erik Mattias Yrgård — sång (8)
  - Jan Johansson — piano (10)
  - Georg Riedel — bas (10)
  - Sonya Hedenbratt — sång (11)
  - Anders Linder — sång (12)
  - Staffan Hjorth — sång (13)
  - Sture Lundén — piano (13)
  - Dorothy Irving — sång (14)
  - Christer Solén — sång (14)
  - Bengt Rundgren — sång (14)
  - Christer Bladin — sång (16)
  - Adam Taube — gitarr (16)
  - Alice Babs — sång (18, 19), piano (19)
  - Åke Levén — piano (18)
  - Monica Zetterlund — sång (21)
  - Palle Danielsson — bas (21)
  - Rune Gustafsson — gitarr (21)
  - Aldo Romano — trummor (21)
- Kammarkören — sång (15)
- Kvintetten Olsson — sång (15)
- Kammarkörens damer — sång (17a, 20)